# Bodas de Caná

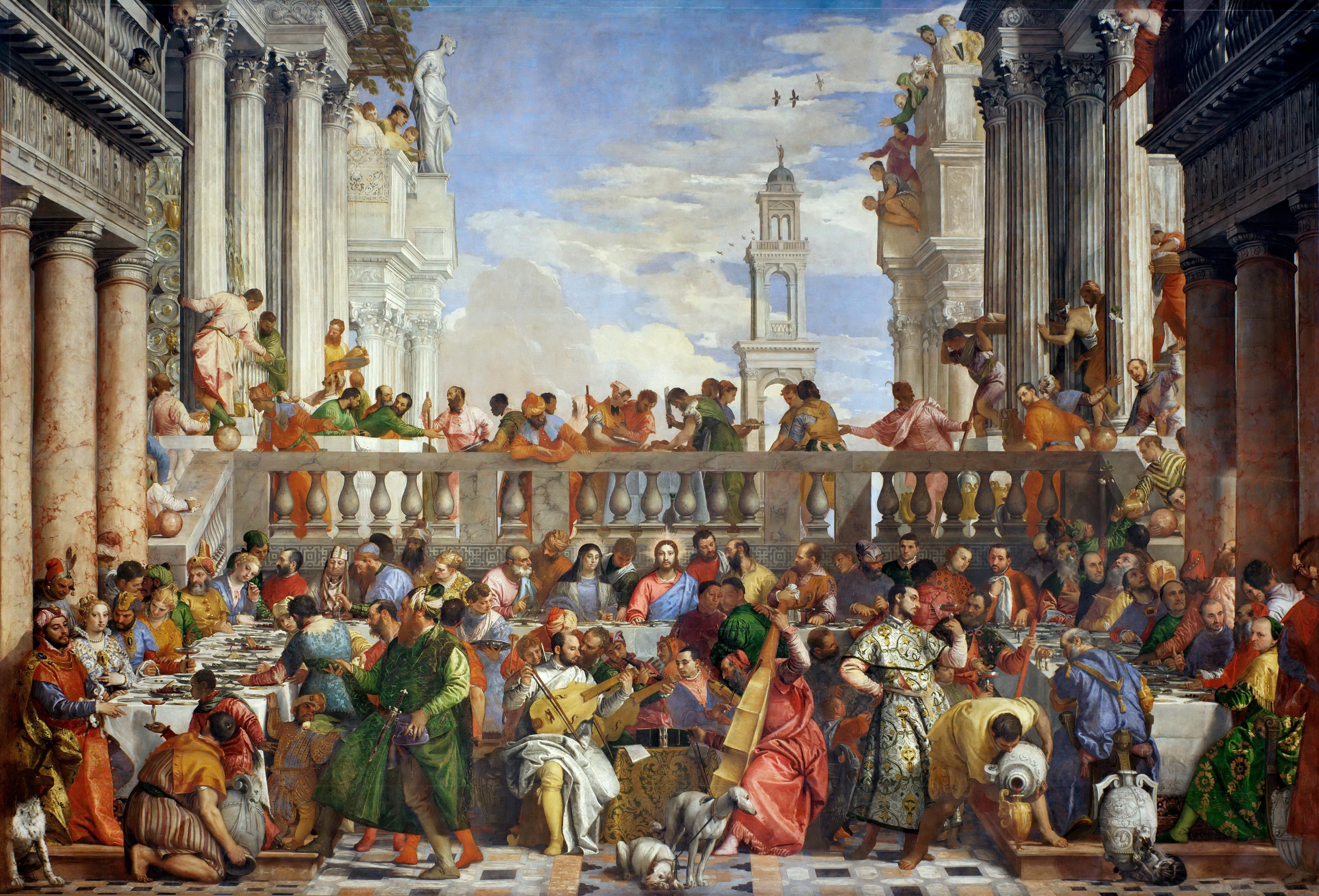
Las Bodas de Caná, según "El Veronés".

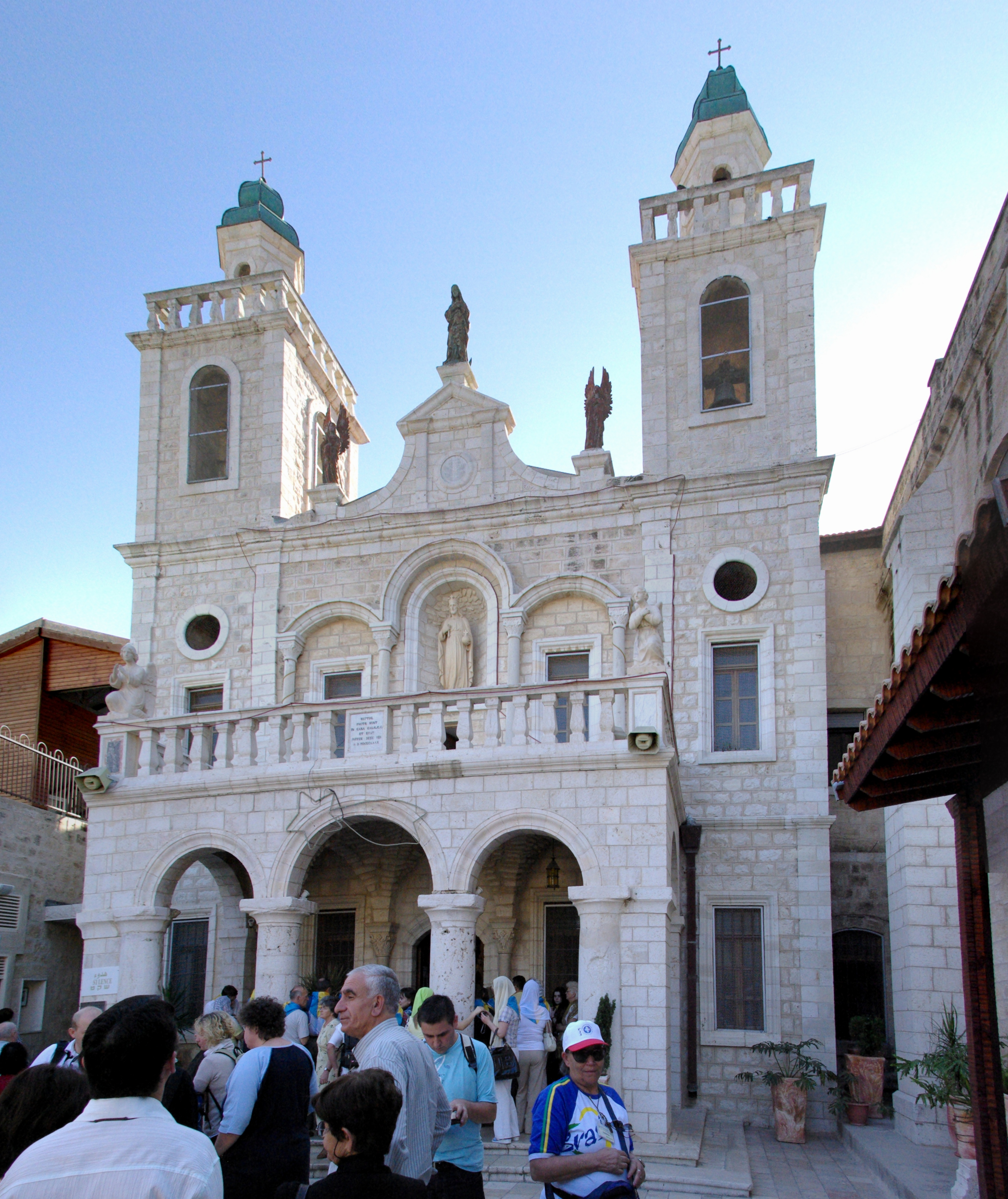
La "Iglesia de la boda" en Kafar Kanna, Israel, un lugar de peregrinación que muchos cristianos creen que es el lugar de la boda bíblica.

Las bodas de Caná es el nombre con el que se suele identificar un relato que tiene lugar al final de la primera semana del ministerio de Jesucristo en el Evangelio de Juan 2:1-11. Este pasaje describe el primer milagro realizado por Jesús, el cual tuvo por marco una boda en Caná de Galilea a la que también asistían su madre y sus discípulos.
En un momento dado faltó vino, por lo que María dijo a los sirvientes que hicieran lo que Jesús dijera.
Este dispuso que se llenaran de agua seis tinajas de piedra destinadas a purificaciones, pero al revisar el contenido, el agua se había transformado en un vino de gran calidad.
Para Juan el evangelista, esa fue la primera de las señales realizadas por Jesús.

## Texto bíblico
Según refiere el Evangelio de Juan: 

Por aquel tiempo se celebraba una boda en Caná de Galilea, cerca de Nazaret, y estaba allí la madre de Jesús. Fue invitado también a la boda Jesús con sus discípulos. Y, como faltara el vino, le dice su madre a Jesús: «No tienen vino». Jesús le responde: «Mujer, ¿qué nos va a mí y a ti? Todavía no ha llegado mi hora». Dice su madre a los sirvientes: «Haced lo que él os diga».

Había allí seis tinajas de piedra, puestas para las purificaciones de los judíos, de unos cien litros cada una. Les dice Jesús: «Llenad las tinajas de agua». Y las llenaron hasta arriba. «Sacadlo ahora, les dice, y llevadlo al maestresala». Ellos se lo llevaron. Cuando el maestresala probó el agua convertida en vino, como ignoraba de dónde venía (los sirvientes, que habían sacado el agua, sí lo sabían), llama al novio y le dice: «Todos sirven primero el vino bueno y cuando ya todos están bebidos, el inferior. Pero tú has guardado el vino bueno hasta ahora».
Así, en Caná de Galilea, dio Jesús comienzo a sus signos. Y manifestó su gloria, y creyeron en él sus discípulos. Después bajó a Cafarnaúm con su madre, sus hermanos y sus discípulos, pero no se quedaron allí muchos días. Se acercaba la Pascua de los judíos y Jesús subió a Jerusalén. 

## Interpretación de la Iglesia católica
Caná de Galilea parece que debe identificarse con la actual Kafar Kanna, situada a 7 km al noroeste de Nazaret. Entre los invitados se menciona en primer lugar a  Santa María. No se cita a san José, cosa que no se puede atribuir a un olvido de San Juan: este silencio —y otros muchos en el evangelio— hace suponer que el Santo Patriarca había muerto ya. Con el milagro de las bodas de Caná Jesús comienza la manifestación de su gloria y la inauguración de los tiempos mesiánicos. El milagro o, como dice literalmente el texto, el «signo» del agua convertida en vino anticipa la «hora» de la glorificación de Jesús (v. 4). El término lo utiliza Jesucristo alguna vez para designar el momento de su venida gloriosa (cfr 5,28), aunque generalmente se refiere al tiempo de su  pasión,  muerte y  glorificación (cfr 7,30; 12,23; 13,1; 17,1). Juan subraya la abundancia del don concedido por el Señor (unos 300 litros de vino). Tal abundancia es señal de la llegada de los tiempos mesiánicos, y el vino, a su vez, simboliza los dones sobrenaturales que Cristo nos alcanza. 
Sin embargo, al parecer durante las épocas bizantina y cruzada los peregrinos identificaban el pueblo del milagro con Khirbet Qana, algunos kilómetros más al norte.[¿según quién?]
En el  cuarto evangelio, la «madre de Jesús» —éste es el título que da San Juan a la Virgen— aparece solamente dos veces. Una en este episodio (v. 1), la otra en el Calvario (19,25). Con ello se pone de manifiesto el cometido de María Virgen en la Redención. En efecto, estos dos acontecimientos, Caná y el Calvario, se sitúan uno al comienzo y el otro al final de la vida pública, como para indicar que toda la obra de Jesús está acompañada por la presencia de María Santísima. María colabora en la obra de Jesús desde el comienzo hasta el fin, actuando como verdadera Madre y mostrando su especial solicitud hacia los hombres. En Caná intercede por aquellos esposos cuando todavía no ha llegado la «hora» de su Hijo; en el Calvario, cuando llega la «hora», ofrece al Padre la muerte redentora de su Hijo y acepta la misión que Jesús le confiere de ser Madre de todos los creyentes, representados por el discípulo amado. En el pasaje de Caná aparece un nuevo significado de la maternidad de María: 

«Se manifiesta como nueva maternidad según el espíritu y no únicamente según la carne, o sea la solicitud de María por los hombres, el ir a su encuentro en toda la gama de sus necesidades. En Caná de Galilea se muestra sólo un aspecto concreto de la indigencia humana, aparentemente pequeño y de poca importancia (“no tienen vino”). Pero esto tiene un valor simbólico. El ir al encuentro de las necesidades del hombre significa, al mismo tiempo, su introducción en el radio de acción de la misión mesiánica y del poder salvífico de Cristo. Por consiguiente, se da una mediación: María se pone entre su Hijo y los hombres en la realidad de sus privaciones, indigencias y sufrimientos. Se pone “en medio”, o sea hace de mediadora no como una persona extraña, sino en su papel de madre, consciente de que como tal puede —más bien “tiene el derecho de”— hacer presente al Hijo las necesidades de los hombres. Su mediación, por lo tanto, tiene un carácter de intercesión: María “intercede” por los hombres. No sólo: como madre desea también que se manifieste el poder mesiánico del Hijo, es decir su poder salvífico encaminado a socorrer la desventura humana, a liberar al hombre del mal que bajo diversas formas y medidas pesa sobre su vida» 

La frase «¿qué nos importa a ti y a mí?» (v. 4) corresponde a una manera proverbial de hablar en Oriente, que puede ser empleada con diversos matices. La respuesta de Jesús parece indicar que, si bien, en principio, no pertenecía al plan divino que Jesús interviniera con poder para resolver las dificultades surgidas en aquellas bodas, la petición de Santa María lo mueve a atender esa necesidad. Por eso la piedad cristiana, con precisión teológica, ha llamado a Nuestra Señora «omnipotencia suplicante». «El corazón de María, que no puede menos de compadecer a los desgraciados (…), la impulsó a encargarse por sí misma del oficio de intercesora y pedir al Hijo el milagro, a pesar de que nadie se lo pidiera (…). Si esta buena Señora obró así sin que se lo pidieran, ¿qué hubiera sido si la rogaran?»  La Iglesia concede gran importancia a la presencia de Jesús en estas bodas. Ve en ella la confirmación de la bondad del matrimonio y el anuncio de que en adelante éste será un signo eficaz de la presencia de Cristo. «Al comienzo de su misión —comenta San Juan Pablo II— Jesús se encuentra en Caná de Galilea para participar en un banquete de bodas, junto con María y los primeros discípulos (cfr Jn. 2,1-11). Con ello trata de demostrar que la verdad de la familia está inscrita en la revelación de Dios y en la historia de la salvación». A propósito de la inclusión en el Santo Rosario de los «misterios de luz», comenta San Juan Pablo II: «La revelación, que en el Bautismo en el Jordán proviene directamente del Padre y ha resonado en el Bautista, aparece también en labios de María en Caná y se convierte en su gran invitación materna dirigida a la Iglesia de todos los tiempos: “Haced lo que él os diga” (Jn 2,5). Es una exhortación que introduce muy bien las palabras y signos de Cristo durante su vida pública, siendo como el telón de fondo mariano de todos los “misterios de luz”» 

## Otras interpretaciones
Entre las interpretaciones contemporáneas de este prodigio de Jesús destaca la de Rudolf Bultmann. En opinión del teólogo alemán, compartida por diversos estudiosos, el autor del Evangelio de Juan tomó la historia de la boda de una leyenda pagana y transferida a Jesús. En concreto, estaría basada en el poder taumatúrgico atribuido en la Antigüedad a Dioniso, al que se suponía capaz también de transformar el agua en vino. La fecha eclesiástica de celebración del milagro, el segundo domingo de Tiempo Ordinario, dio una pista a Bultmann para sacar su conclusión: «El motivo de la historia, la conversión de agua en vino, es un motivo típico de la leyenda de Dioniso, en la que este prodigio es justamente el milagro de la epifanía del dios, y por eso se data en el momento de la fiesta de Dioniso, en la noche del 5 al 6 de enero. En la Iglesia antigua se entendió aún ese parentesco al fijar en el 6 de enero el día de la boda de Caná».
En realidad, lo que Jesús estaba mostrando con este milagro era que su sangre (representada por el vino) era la que realmente purificaba al hombre y lo podía salvar, en lugar del rito judío de la purificación representado por esas vasijas.

## Identificación de la Caná bíblica
La ubicación exacta de "Caná de Galilea" (en griego antiguo: Κανὰ τῆς Γαλιλαίας, Kana tēs Galilaias) ha sido objeto de debate entre los estudiosos. Los estudiosos modernos sostienen que, dado que el Evangelio de Juan estaba dirigido a los cristianos judíos de la época, es poco probable que el evangelista mencionara un lugar que no existía.[cita requerida] Sin embargo, el erudito de la Dominicanos Jerome Murphy-O'Connor advierte que Caná es un nombre muy común, sin que ningún texto conocido ofrezca ninguna pista sobre cuál de la docena de pueblos que llevan ese nombre sería el correcto, y califica la elección común de Kafr Qanna, cerca de Nazaret, como "probablemente una suposición piadosa".
Los principales candidatos a la ciudad del Evangelio de Juan son:
- Kafar Kanna, en Galilea[12]
- Khirbet Qana, también en Galilea, considerada la candidata más probable[12][13]
- Qana, sur del Líbano,[11] en una zona que formaba parte de la Galilea histórica.

Según la Enciclopedia Católica de 1914, una tradición que se remonta al siglo VIII identifica a Cana con la moderna ciudad árabe de Kafr Kanna, en Galilea, a unos 7 kilómetros (4,3 mi) al noreste de Nazaret, en el actual Israel.
El pueblo en ruinas de Khirbet Qana (Kanet el-Jelil), a unas 6 millas (9 kilómetros (5,6 mi)) más al norte, es una opción presentada como cierta por William F. Albright en 1923, cuyo nombre "Qana" es también etimológicamente más cercano a Caná que "Kanna".
Algunos cristianos libaneses, especialmente los melquitas libaneses (greco-católicos), apoyados por su Iglesia greco-melquita católica, creen que el pueblo de Qana, al sur del Líbano, fue el lugar real de este acontecimiento.
El manantial de 'Ain Kanah ("manantial de Kanah") cerca del pueblo de Reineh, inmediatamente al noreste de Nazaret, ha sido propuesto como un lugar igualmente probable por Conder en 1878, pero tiene poco a su favor y ha sido rechazado en estudios más recientes como candidato.

## Vino o cerveza
En la revista Biblical Archaeology Review, Michael Homan sostiene que muchos eruditos bíblicos han malinterpretado los primeros textos, traduciendo a 'vino' cuando la traducción más sensata es 'cerveza'. Sin embargo, esto ha sido descartado por otros escritores, que señalan que el griego oinos siempre significa vino, y que la palabra sikera estaba disponible si el autor del evangelio quería referirse a la cerveza de cebada.

## Galería
Las representaciones de Las Bodas/Bodas de Caná son numerosas en la historia del arte.

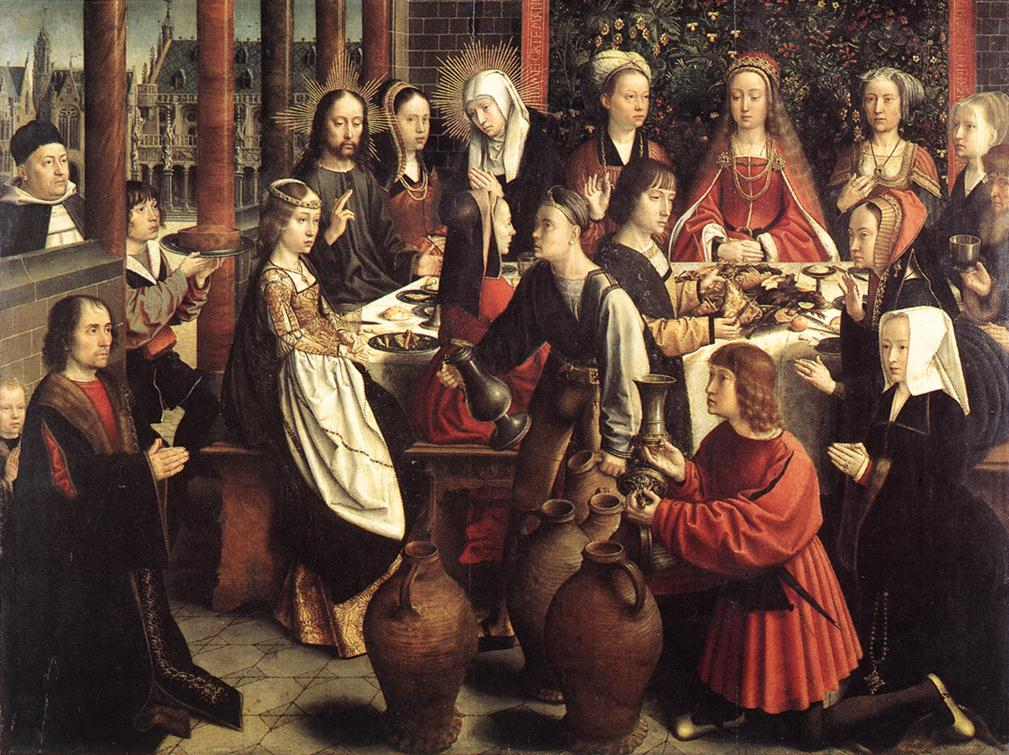
Bodas de Cana, c. 1500, Gerard David, Musée du Louvre, París
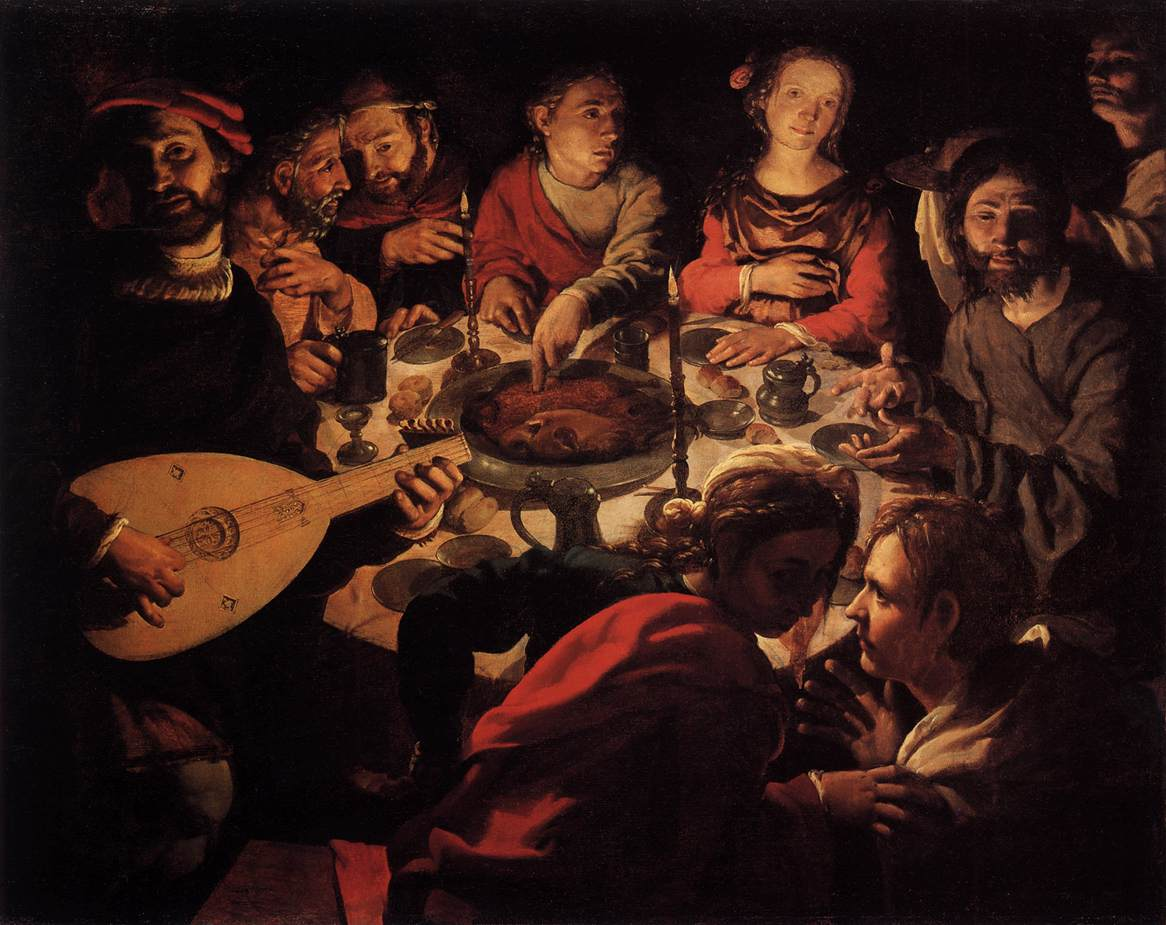
La llamada del Apóstol Juan en las Bodas de Caná, c. 1530, Jan Cornelisz Vermeyen
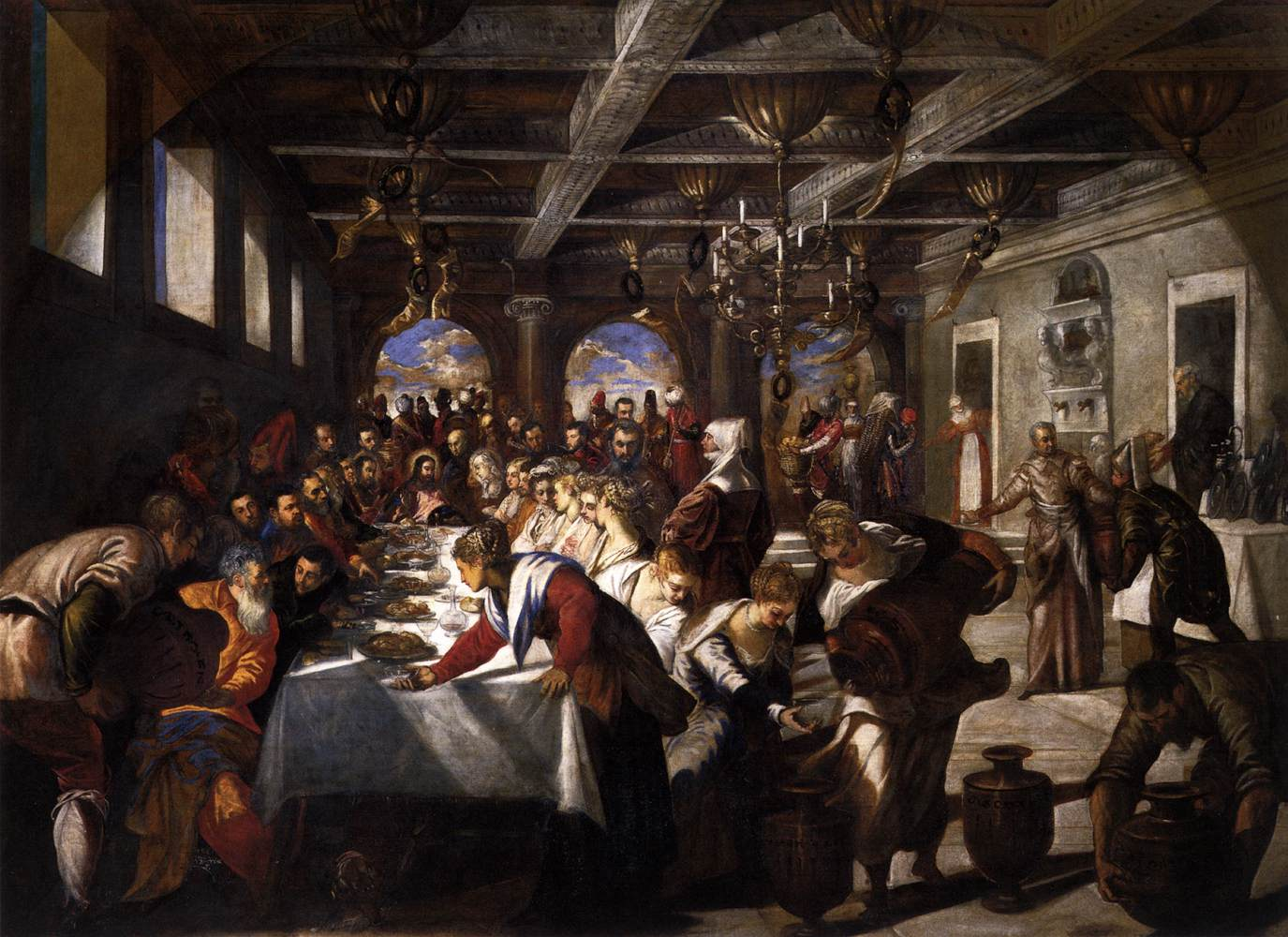
Bodas de Cana, 1561, Jacopo Tintoretto
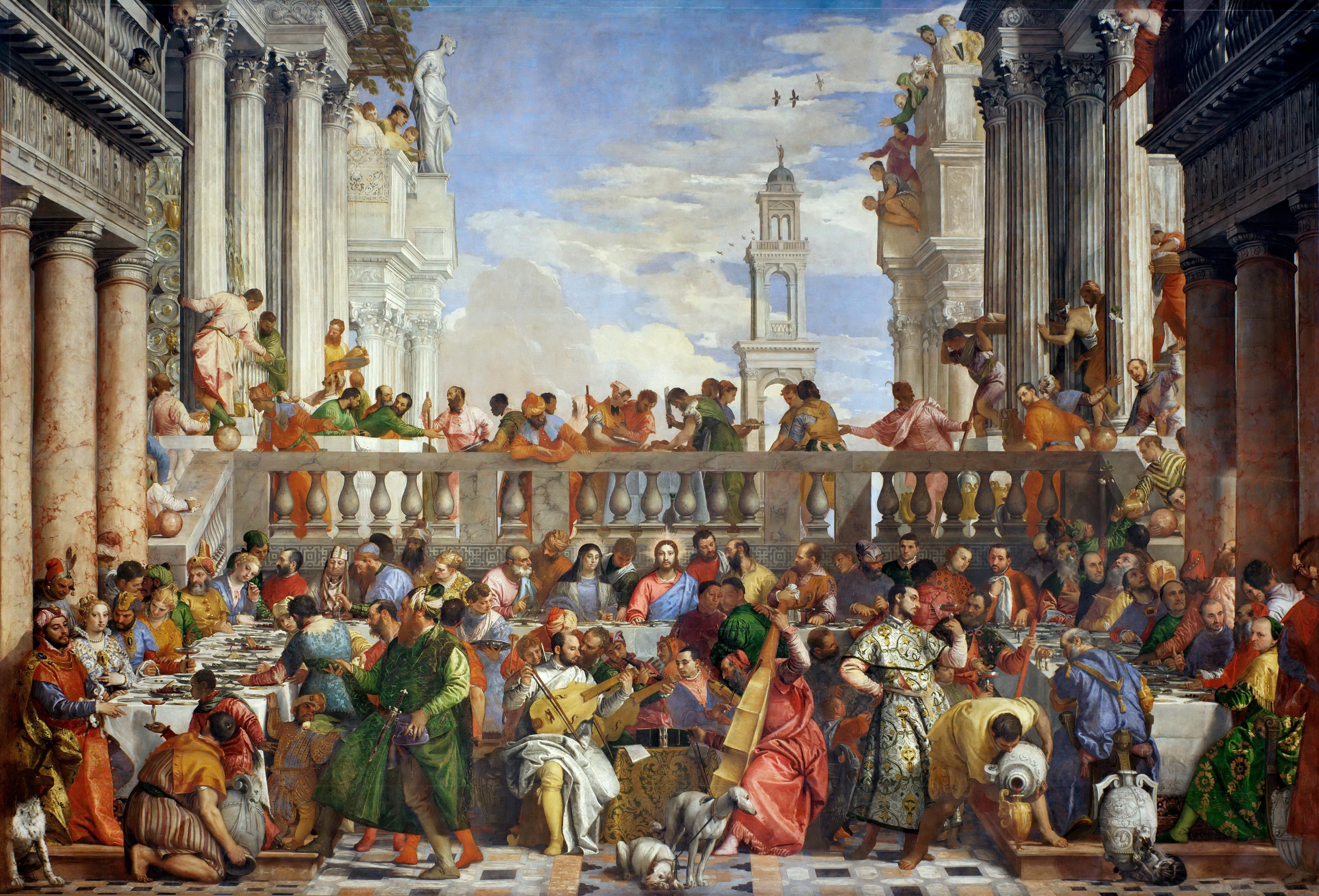
El banquete de bodas de Caná, 1563, Paolo Veronese, Musée du Louvre, París
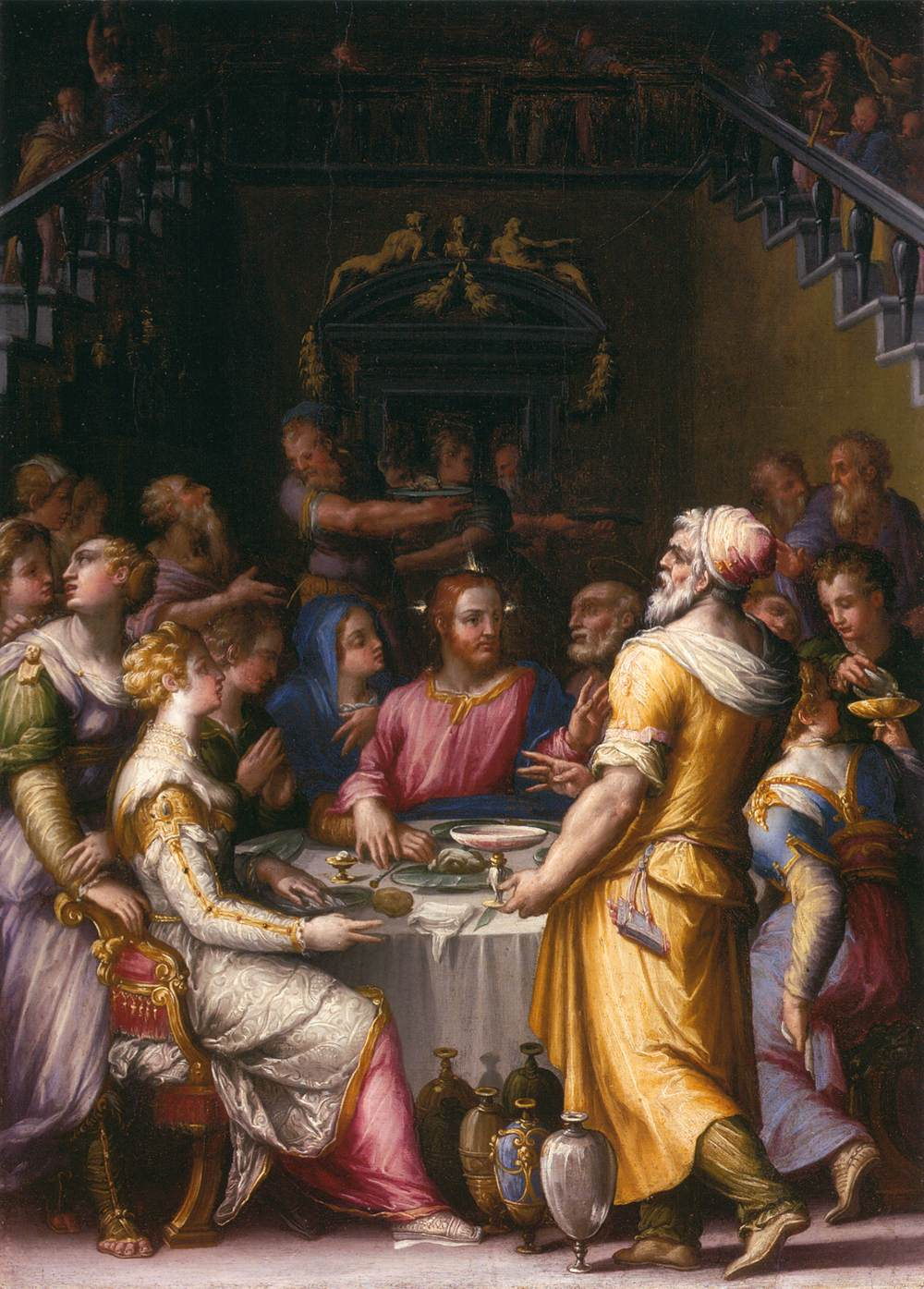
Marriage at Cana, 1566, Giorgio Vasari
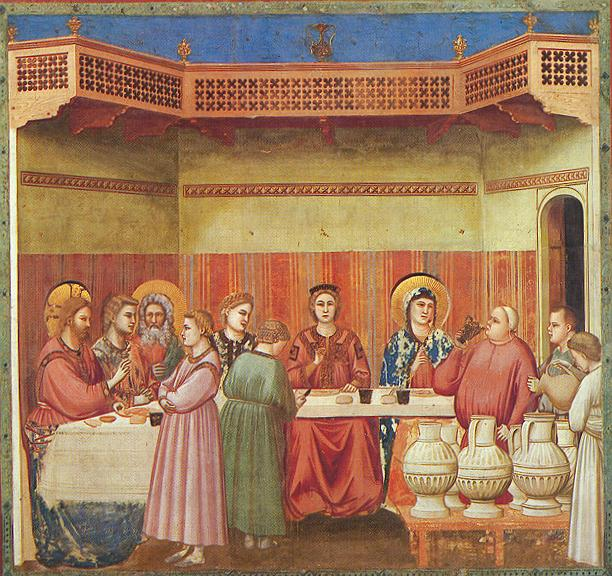
Marriage at Cana por Giotto di Bondone, 14th century
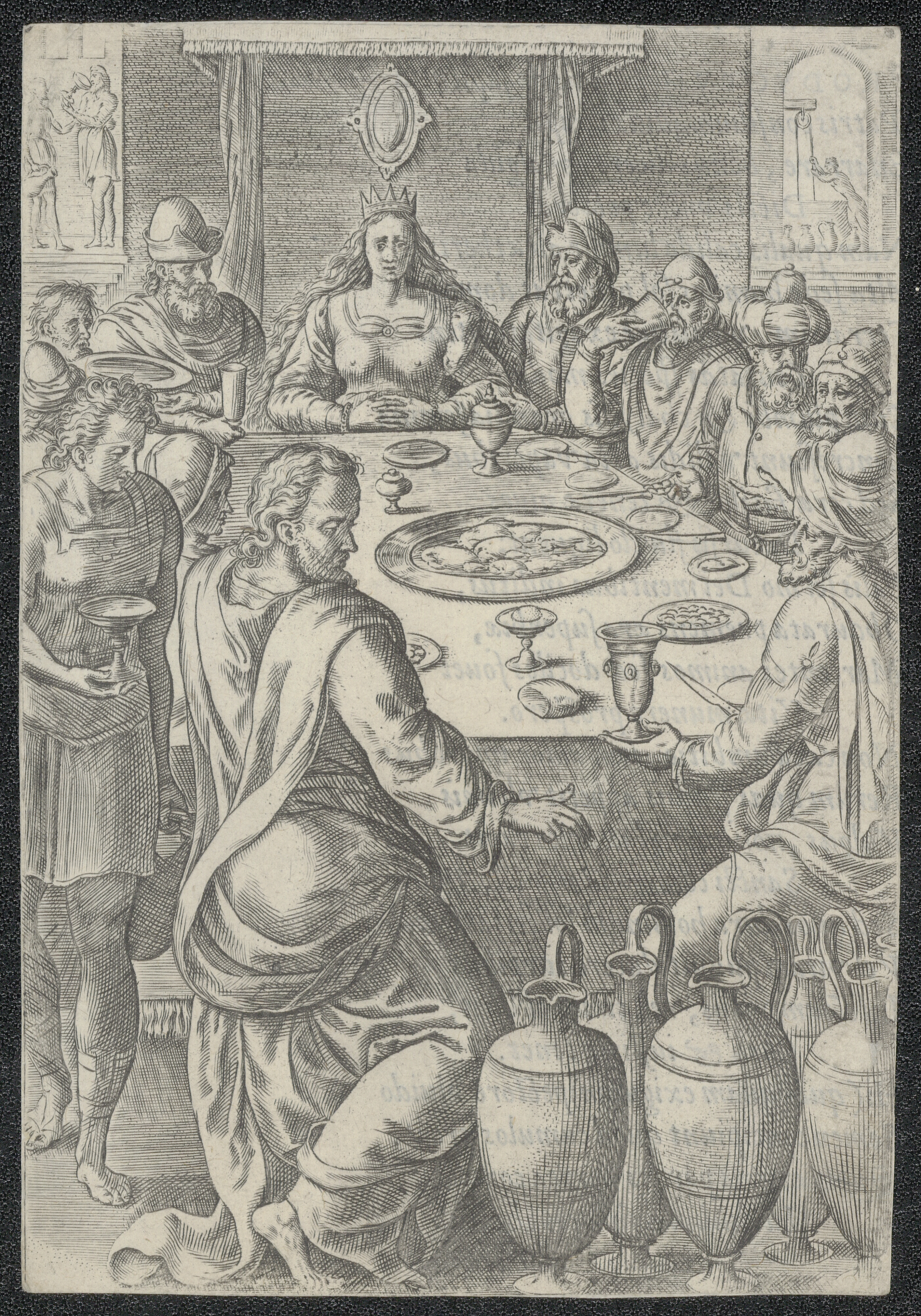
Grabado sobre las Bodas de Caná. Realizado a finales del siglo XVI. Conservado en la Biblioteca de la Universidad de Gante.
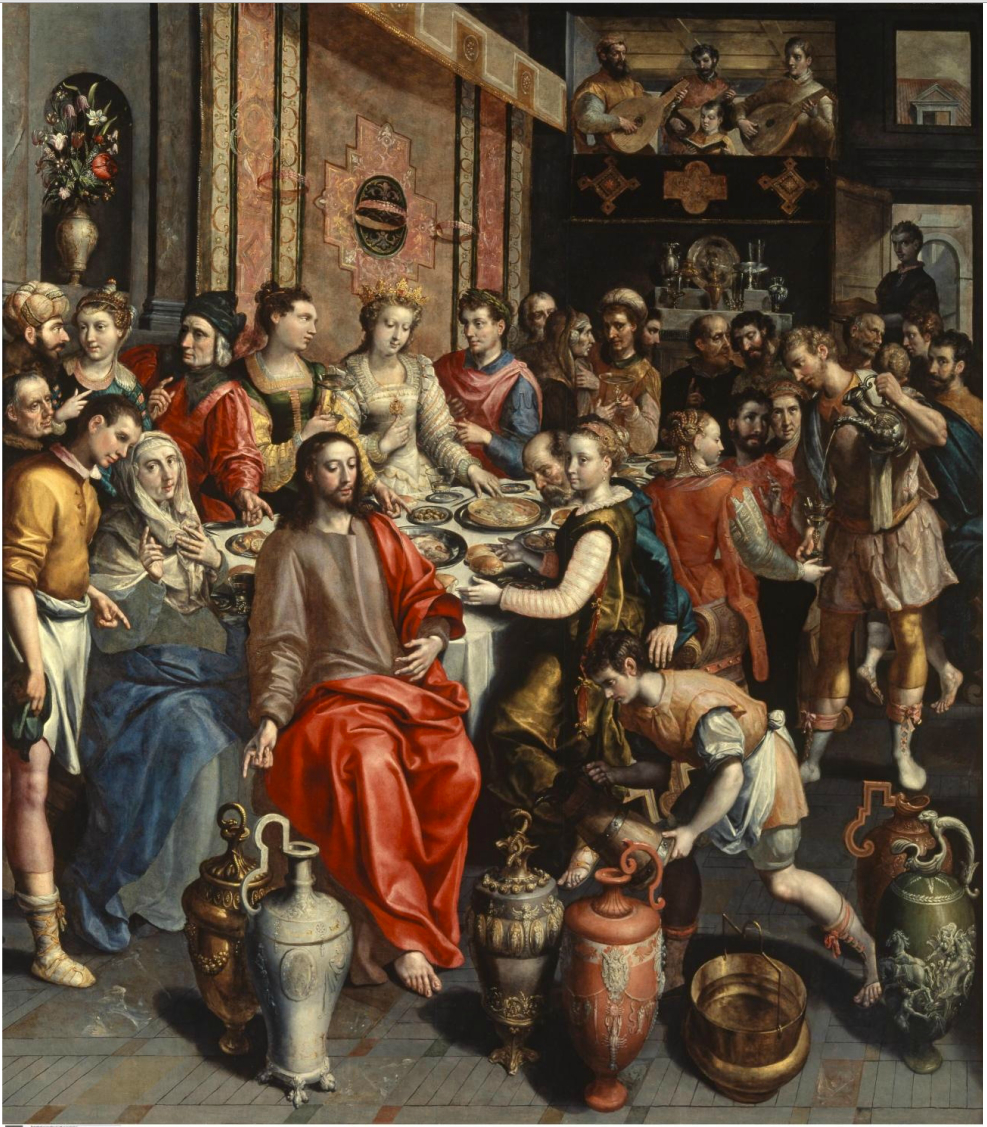
The Marriage at Cana por Marten de Vos, c. 1596